# Jacques Géry
Jacques Géry (* 1917 in Paris, Frankreich; † 15. Juni 2007 in Sarlat, Frankreich), Doktor der Medizin, war ein französischer Ichthyologe und Wissenschaftler.

## Leben
Er studierte Medizin in Straßburg und war mit 20 Jahren am Hôpitaux de Strasbourg beschäftigt, sowie später als Internist in Clairvivre (Dordogne) tätig. Kurz nach Ende des Zweiten Weltkrieges, zwangsweise in Deutschland zur Betreuung englischer Kriegsgefangener stationiert, lernte er den Pionier der modernen Diskuszucht, Eduard Schmidt (später Schmidt-Focke), ebenfalls Mediziner bei Aquarium Hamburg, kennen. Jacques Géry wurde 1947 Chef de Clinique ajoint an der Faculté de Médicine de Strasbourg und absolvierte dort seine Thése de Médicine, am 20. Juli 1947. Danach arbeitete er als anerkannter plastischer Chirurg bis 1960 in der Klinik des Mines in Briey, Département Meurthe-et-Moselle.
Während dieser Tätigkeit ließ ihn sein Hauptinteresse, die Zierfische, niemals los. Er pflegte bereits Fische im Alter von 13 Jahren. Von 1951 an publizierte er ununterbrochen Arbeiten über Aquarien, Fische und Pflanzen – für Anfänger sowie für Fortgeschrittene. Bis 1958 waren es 72 Artikel, die in populären Zeitschriften und Büchern erschienen sind.
Seine erste Publikation über Fische hieß: Les Mollienisia, description, moeurs, reproduction und erschien in L’Aquarium & les Poissons, in der Zeitschrift dessen Chefredakteur er auch war bis 1957. Er schrieb über Labyrinthfische, Barben, Glasbarsche, Karpfenähnliche und Grundeln, Regenbogenfische, Schmerlen, Welse, Lebendgebärende Zahnkarpfen, Kugelfische, sowie Killifische und Buntbarsche inklusive Aquarienpflanzen sowie über die Biologie und Mimese der Fische. Seine Vorliebe gehörte jedoch eindeutig den Salmlern. 1952 erfolgte seine erste populäre Arbeit darüber. Er schrieb ausführlich über Hyphessobrycon flammeus (Myers, 1924), die er schon vor dem Krieg gepflegt und gezüchtet hatte. 1953 folgte eine längere Publizierung über die Ziersalmler. Ein Jahr später brachte er die erste größere Arbeit über die Pyrrhulininae heraus, gefolgt im selben Jahr von einer ausführlichen Abhandlung über den Neonsalmler (P. innesi).
Mit den Afrikanischen Salmlern befasste er sich ab 1954 (Phenacogrammus) und noch intensiver nach seiner ersten Guinea-Expedition im folgenden Jahr sowie 1956. Er machte über zehn Reisen nach Amazonien und forschte an verschiedenen Instituten (São Paulo, Manaus, Cuiabá, Trindade, Lima und Kourou), sowie in der Natur. Trotz weniger Reisen kannte er Amazonien wie kaum jemand und konnte jedem (brasilianischen) Wissenschaftler, oder sonst einem Forscher Südamerikas, helfen. Er kannte jeden gefangenen Salmler, ob Tiere von La Condamine, Löfling, Ferreira, Humboldt, Spix & Martius, Natterer, Langsdorff, Adalbert (Prinz Heinrich Wilhelm), die der Gebrüder Schomburgk oder Wallace, natürlich auch die Exemplare der Thayer-Expedition mit Agassiz, der größten aller Sammlungen im Amazonasgebiet, oder Steindachners Fische.
Seine ersten wissenschaftlichen Publikationen erschienen 1959, als er die Gattung Roeboexodon ins Leben rief und kurz darauf Thayeria ifati (Géry, 1959), beschrieb. Mit 44 Jahren, weil er die Fische inzwischen mehr schätzte als die Medizin (immer mehr Abneigung gegen die Plastikoperationen verspürte und sein Freund, der führende Zoologe Frankreichs zu ihm sagte: “Ein Chirurg, ein Arzt, das ist nichts.”) wurde er wieder Student und promovierte in einer Arbeit über die Sägesalmler von Guyana und hängte noch eine zweite Thesis an, eine Literaturarbeit über die Schreckstoffe der Cypriniden. 1960 brachte er seine letzte wissenschaftliche medizinische Arbeit heraus, an der er bereits seit 1941 arbeitete und widmete sein restliches Leben der Beschreibung von Salmlern. Intensiv arbeitete er mit anderen bekannten Zierfischexperten, wie Heiko Bleher an der  Gattung Symphysodon.
Während seines Aufenthalts in Gabun (1964), sammelte er über 5000 Exemplare aller Fischgruppen in der Region des Ivindoflusses, wo nahe Makokou Pierre P. Grassé ein Labor für CNRS gegründet hatte.
Eine seiner letzten Arbeiten (Ende 2006) soll bald veröffentlicht werden (zusammen mit Zarske). Es handelt sich um den vierten Neonfisch, der in der Zeitschrift Aquaristik Fachmagazin Nr. 196, zum ersten Mal der Weltöffentlichkeit vorgestellt wird. Diese Veröffentlichung war ihm besonders wichtig, denn damit ist er, neben der Gattung (Paracheirodon Géry, 1960 – für H. innesi), für die Hälfte der Artbeschreibungen der bekanntesten Zier- und Aquarienfische der Erde verantwortlich.
Jacques Géry war selten mit den Kladisten einverstanden und noch weniger mit Splittern oder Wissenschaftlern die zu schnell eine neue Art, Gattung oder Familie beschreiben. Und war gegen die Beschreibung von unprofessionellen Aquarianern (“ungelernte Aquarianer”, wie er sie nannte). Deshalb empfahl er Heiko Bleher 1990, zusammen mit Friedhelm Krupp (dem heutigen Scientific Editor von aqua), eine außergewöhnliche wissenschaftliche Zeitschrift ins Leben zu rufen. Er arbeitete von Anfang an mit an seiner Entwicklung und war Mitglied im Editorial Board – vom ersten Tag an. Auch durch seinen unermüdlichen Einsatz wurde aus aqua, Journal of Ichthyology and Aquatic Biology (seit Volumen 12: aqua, International Journal of Ichthyology), eine der führenden wissenschaftlichen Fischkundezeitschriften der Erde. Er veröffentlichte viele Arbeiten darin, u. a. die bahnbrechende Übersicht über die wenig bekannte afrikanische Salmlergruppe der Unterfamilie Alestinae (Géry, 1995).
Jacques Géry war immer sehr vorsichtig und extrem gründlich in seiner Art der Neubeschreibung (über der Spezies Hemigrammus bleheri (Géry & Mahnert, 1987), recherchierte er fast 20 Jahre lang). Seine Arbeit an den Salmlern vom sicher artenreichsten (kleineren) Flusssystem der Erde, dem Rio Guaporé, an der er seit über 15 Jahren arbeitete, rund 350 Seiten geschrieben und fast 200 Salmlerarten erfasst hat (wovon 20 neu sind), konnte er nicht zu Ende bringen.
Sein Buch Characoids of the world gilt bis heute als das Standardwerk schlechthin über diese Ordnung. Er hat hunderte von Arten neu beschrieben, trotzdem sein Name nicht nur mit der Gattung Geryichthys (Zarske, 1997) und den vielen Spezies die seinen Namen tragen unsterblich geworden ist (der erste war Aphyosemion guineense geryi Lambert, 1958).
Einige seiner bekanntesten Beschreibungen sind:
- Blauer Neon, Paracheirodon simulans (Géry, 1963)
- Schwarzer Neon, Hyphessobrycon herbertaxelrodi (Géry, 1961)
- Königssalmler, Inpaichthys kerri (Géry & Junk, 1977)
- Blehers Rotkopfsalmler, Hemigrammus bleheri (Géry & Mahnert, 1986)
- Roter Phantomsalmler, Hyphessobrycon sweglesi (Géry, 1961)

## Schriften
- Jacques Géry: Characoids of the world. T.F.H. Publications, Neptune City, ISBN 0-87666-458-3.